# 宋昌植
宋 昌植（ソン・チャンシク、朝鮮語: 송창식、1900年7月4日 - 没年不詳）は、大韓民国の政治家。制憲韓国国会議員。

## 経歴
京畿道利川郡（現・利川市）出身。漢文修学を経て、農業を営んだほか、利川郡農会通常議員、利川郡学校評議員、戸法面長、大韓独立促成国民会戸法面支部長などを務めた。1948年の初代総選挙に利川郡選挙区から大韓独立促成国民会所属で出馬し当選、国会議員在任中は交通分科委員を務めた。朝鮮戦争時ソウル市内新堂洞の親戚宅に避難していたが実家に戻り、広州郡（現・広州市）へ行くために荷物をまとめて出発しようとしたところ、「政治保衛部」を名乗る北朝鮮の関係者が現れ、一緒に行動するよう強要されたとされる。1956年7月、在北平和統一促進協議会中央委員を務める。以後消息不明。